# Cubisme analytique

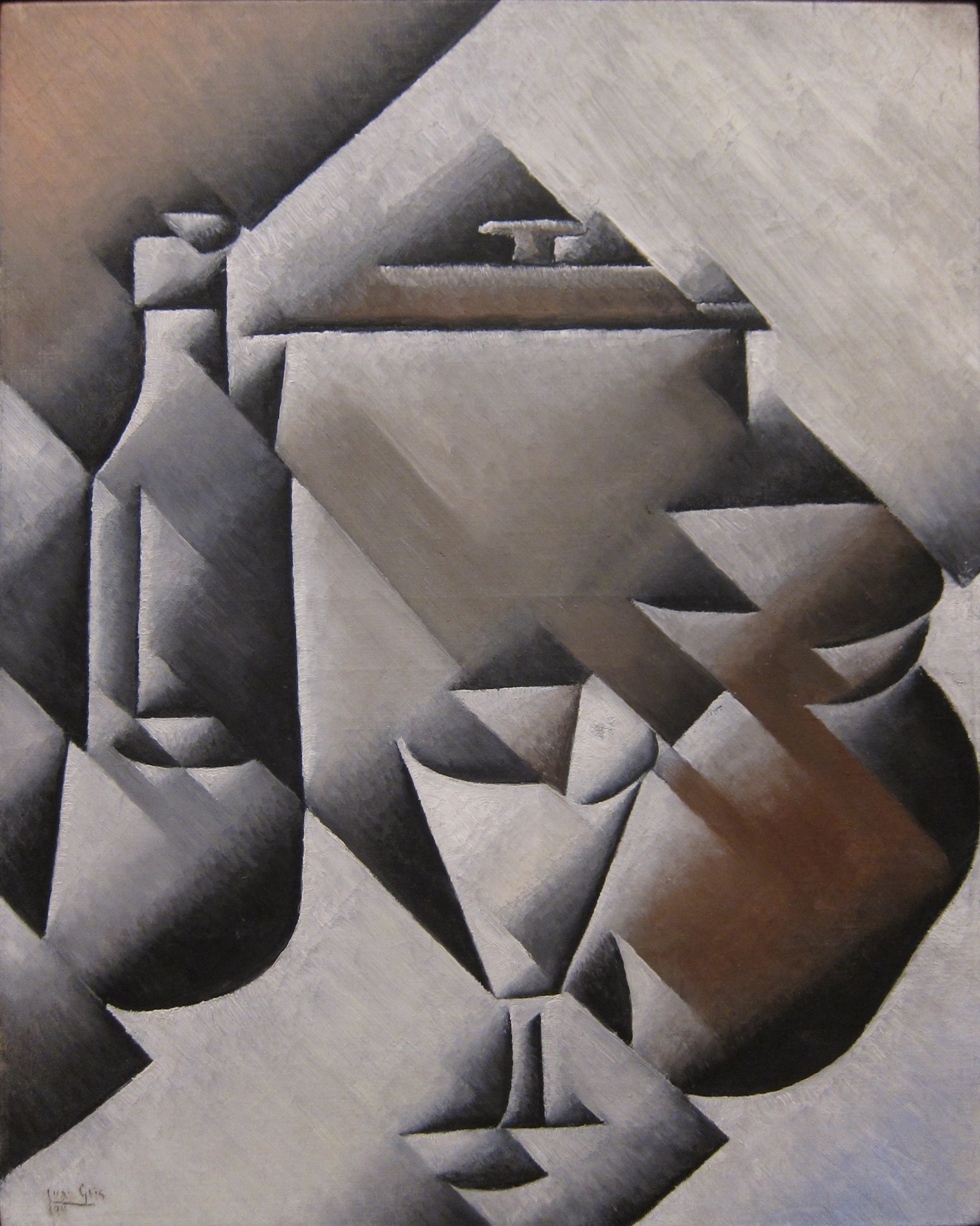
Juan Gris, Cruche, bouteille et verre, 1911, Museum of Modern Art, New York

Le cubisme analytique, deuxième période du cubisme, est un courant artistique de la peinture exploré notamment par Braque et Picasso au début du XXe siècle.

## Historique
Pour engendrer des œuvres autonomes, Braque et Picasso opèrent durant le cubisme analytique, la fusion tant recherchée par Cézanne de l'espace et de l'objet. Élargissant la fragmentation à la totalité de la composition, puis délaissant la question des volumes pour celles de plans, les artistes détruisent la notion d'espace contenant, régie par le point de vue unique. Dans cette logique, Picasso procède à l'éclatement de l'homogénéité de la forme en 1910 (Le Guitariste). Juan Gris fait de même dans Cruche, bouteille et verre (1911).  Désormais, les pionniers représentent l'essence de l'objet plus conciliable avec la platitude de l'espace.
Or, cette abolition de l'espace classique pose un problème de lisibilité des toiles. Le motif n'est plus identifiable, la composition souffre d'un certain flottement spatial : le cubisme tend vers l'abstraction.
Attaché au réalisme, Braque introduit un clou illusionniste dans Broc et violon (1909), afin d'ancrer la composition dans l'espace. Picasso étend cette technique à d'autres objets (clefs, embrase de rideau…) qui acquièrent la valeur de signes en permettant l'identification des toiles (La Table de toilette, 1910). Insatisfaits, Braque et Picasso insèrent régulièrement entre 1910 et 1911, des lettres, parfois peintes au pochoir. En 1911, Picasso intègre une structure pyramidale qui met un terme au flottement spatial, puis tente de réintroduire la couleur avec du Ripolin (peinture de bâtiment). Ces innovations révèlent aux artistes la capacité de l'espace cubiste à intégrer des éléments étrangers. Fort de cette découverte, Picasso en 1912, introduit un morceau de toile cirée dans la Nature morte à la chaise cannée et invente le collage.
Désormais, l'illusion picturale est détruite, Braque à son tour, invente les papiers collés, par lequel l'espace, l'objet et la couleur deviennent autonomes. Autonomie qui permet la réintroduction de cette dernière. Parallèlement dans les assemblages et constructions ; l'objet existe désormais pleinement en trois dimensions, et selon le souhait de Braque, est à la portée du spectateur sorti de la surface plane. C'est le début du cubisme synthétique.